# 野口小太郎
野口 小太郎（のぐち こたろう、本名：野口 佳久（のぐち よしひさ））は、1970年代後半から1980年代前半にかけて主に東海地方で活動していたタレント。
漫画家木川かえるに師事したという話もあるが、元々は大阪地区出身で上岡龍太郎の弟子（大空テントの兄弟子）で板東英二と漫才を組んだ事もある。
現在は、本名名義で構成作家（主に中京テレビ）など番組制作の裏方として活動している。

## 主な出演番組
- ぱろぱろエブリデイ（CBCテレビ）
- オーサンデー（CBCラジオ）
- 星空ワイド 今夜もシャララ（CBCラジオ）
- サテスタ ニューミュージック・NOW（ラジオ関西）

| スタブアイコン | サブスタブ | この項目は、まだ閲覧者の調べものの参照としては役立たない、人物に関連した書きかけの項目です。この項目を加筆・訂正などしてくださる協力者を求めています（P:人物伝/PJ:人物伝）。 |